# Штурм, Жакоб
Жакоб Штурм , также Яков фон Штурмек, Якоб Штурм фон Штурмек, или Ян Штурм (нем. Jakob Sturm von Sturmeck; 1489—1553), — эльзасский дипломат и политический деятель эпохи Реформации.
Обучался в Гейдельбергском и Фрайбургском университетах. Много раз был посылаем с дипломатическими поручениями от города Страсбурга к императору Карлу V. Примкнув к движению реформации, принял участие в Марбургском диспуте (1529).
В 1530 г. на Аугсбургском сейме представил так называемое Тетраполитанское исповедание (Confessio tetrapolitana). В 1532 г. он сделал некоторые уступки Лютеру, чтобы достигнуть принятии Страсбурга в Шмалькальденский союз. В 1547 г. ему удалось вымолить у Карла V пощаду для Страсбурга.
Учредил в Страсбурге библиотеку и гимназию (1537), — прославившуюся в Европе как образцовое учебное заведение, благодаря деятельности его однофамильца Иоганнеса Штурма, которого он пригласил в Страсбург с целью возглавить гуманистический коллеж международного влияния, что тот и сделал в 1538 году, с гимназией — родоначальницей Страсбургского университета.